# ایستگاه میتو
ایستگاه میتو (انگلیسی: Mito Station) یک ایستگاه قطار است که در استان ایباراکی در میتو، ایباراکی واقع شده‌است.